# St. Remberti, Schwestern- und Gemeindehaus
Das ehemalige St. Remberti, Schwestern- und Gemeindehaus befindet sich in Bremen, Stadtteil Mitte, Ortsteil Ostertor, Rembertiring 46. Es entstand um 1860 nach Plänen von Heinrich Müller und Maurermeister D. H. Kahrs.
Das Gebäude steht seit 1976 unter Bremer Denkmalschutz.

## Geschichte
Die dritte Remberti-Kirche in Bremen entstand nach 1737. Die vierte Remberti-Kirche wurde 1871 am gleichen Standort errichtet und im Zweiten Weltkrieg 1942 zerstört. Die fünfte Rembertikirche entstand 1951 in Bremen - Schwachhausen; heute Sitz der Kirchgemeinde.
Das früher zweigeschossige, verputzte, fünfachsige, an der Vorderseite reich dekorierte Haus mit einem Mansarddach wurde um 1860 in der Epoche des Klassizismus / Historismus am damaligen kleinen Platz an der Seite der dritten Rembertikirche gebaut. 1894 erfolgte eine Aufstockung. Die viergeschossigen drei weiteren Hausseiten sind  durch einen Umbau entstanden. In den 1970er Jahren wurde das Gebäude durch die Bremische Gesellschaft saniert. Im Inneren sind einige Elemente u. a. im Vestibül im Louis-Philippe-Stil aus der ersten Bauzeit erhalten und durch Georg Skrypsak restauriert worden. 

Unweit wurde um 1834 (Rembertiring 40) das ehemalige St. Remberti, Pastorenhaus gebaut. Nach der Zerstörung der Kirche und dem Straßenausbau des Rembertiringes hat sich die Umgebung des Hauses stark verändert. Die Kirche verkaufte das Haus auf Grund ihres neuen Standortes.

Heute (2018) wird das Gebäude zum Wohnen genutzt.